# Нірасакі

35°42′32″ пн. ш. 138°26′47″ сх. д. / 35.70889° пн. ш. 138.44639° сх. д.
Ніраса́кі (яп. 韮崎市, МФА: [ɲiɾasakʲi̥ ɕi]) — місто в Японії, в префектурі Яманасі.

## Короткі відомості
Розташоване в північно-західній частині префектури, на північному заході западини Кофу, в середній течії річки Каманасі. Виникло на основі середньовічного поселення самурайського роду Такеда. В ранньому новому часі було постоялим містечком на Кайському шляху, що зв'язував провінції Кай, Сінано і Суруґа. Отримало статус міста 1892 року. Основою економіки є сільське господарство, садівництво, овочівництво, комерція. В місті розташовані руїни замку Сімпу, закладеного Такедою Кацуйорі. Станом на 1 квітня 2009 площа міста становила 143,73 км². Станом на 1 липня 2011 населення міста становило 32 374 осіб.